# El agua de la vida

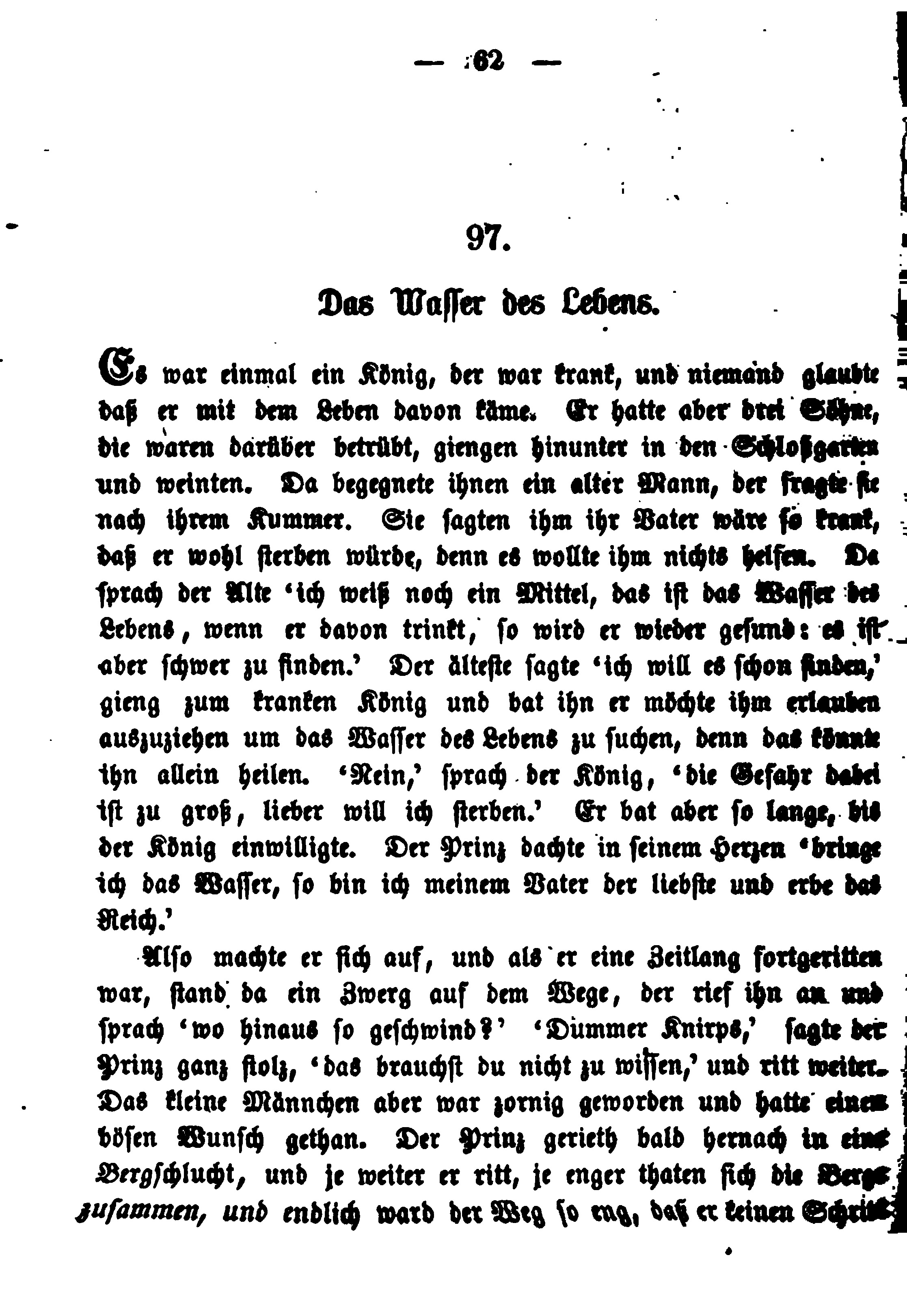
Imagen de la páginas inicial del cuento "El agua de la vida" en la edición de 1857 de Cuentos de la infancia y del hogar.

"El agua de la vida" (en alemán: Das Wasser des Lebens) es un cuento de hadas alemán anónimo recopilado por los Hermanos Grimm y catalogado como cuento número 97 (KHM 97). Apareció publicado por primera vez en 1815, en la primera edición del segundo volumen del célebre libro Cuentos de la infancia y del hogar (Kinder- und Hausmärchen) de los Hermanos Grimm, encontrando su versión definitiva en la edición del libro que los autores realizaron en 1857. El cuento también ha sido traducido como El agua milagrosa.
En la Clasificación Aarne-Thompson-Uther ha sido clasificado como tipo 551. John Francis Campbell ha notado que la versión recopilada por los Hermanos Grimm es paralela al cuento de hadas escocés The Brown Bear of the Green Glen.
El cuento no aparece en la primera traducción al español del libro de los hermanos Grimm realizada por José. S. de Viedma (1831-1898) en dos ediciones de 1867 y 1879, bajo el título de Cuentos escogidos de los hermanos Grimm, y aparece en la edición completa del mismo realizada en 1956, con traducción de Francesc Payarols Casas (1896-1998).
Existe una versión hispanoamericana del cuento bajo el título de "La flor de lirolay" o "La flor de Lililá", en la que el poder curativo del agua es desempeñado por la flor y el personaje del enano es reemplazado por una anciana, una pordiosera, la Virgen María o la Pachamama, según la versión.

## Resumen
El rey está muy enfermo y los médicos no dan ninguna esperanza, pero un viejo hombrecillo les dice a los tres hijos que él conoce algo que lo curaría: el agua de la vida. El rey no desea que sus hijos corran los enormes riesgos que conlleva encontrar el agua de la vida, pero los hijos lo convencen de autorizarlos a ir en su búsqueda. Primero parte el hijo mayor, pensando que si encuentra el agua de la vida, su padre lo nombrará único heredero de su reino. Al emprender el viaje se encuentra con un enano, a quien el príncipe maltrata, razón por la cual el hombrecillo utiliza sus poderes para que el príncipe quede atorado en una estrecha quebrada del terreno. Ante la demora del mayor, el segundo hijo decide ir a buscar el agua de la vida, pensando que tenía la oportunidad de que la herencia quedara para él. Al iniciar su recorrido también se encuentra con el enano, a quien desprecia, y nuevamente el enano utiliza sus poderes para dejar al segundo príncipe encerrado en el desfiladero. Como sus dos hermanos mayores no volvían, el hermano menor sale a buscar el agua de la vida. También se encuentra con el enano, pero a diferencia de sus hermanos es amable con él. En agradecimiento el enano la cuenta todos los secretos necesarios para llegar hasta la fuente del agua de la vida, sortear los peligros y volver ileso. El joven logra llegar así a la fuente del agua de la vida ubicada dentro de un castillo encantado, donde estaba encerrada además una princesa, quien en agradecimiento le propone entregarse a él como esposa y brindarle su reino. Allí llena una botella con el agua de la vida y toma una espada y un trozo de pan encontrados en el castillo.
Al volver vuelve a encontrarse con el enano, quien le dice que con la espada podrá vencer a sus enemigos y que el pan nunca se acabaría. El enano también accede al ruego del joven de liberar a sus hermanos, pero le advierte que tenga cuidado, porque sus corazones son malignos. En el camino de regreso llegan a varios reinos devastados por el hambre y las guerras, que el joven príncipe salva, al darle su espada invencible y su pan interminable, a los reyes de cada uno de esos reinos. Mientras tanto sus hermanos complotan contra él y cuando está dormido, le roban el agua de la vida y colocan en su lugar agua de mar.
Al volver el hermano menor le da su padre la botella con el agua de la vida, pero al beber el agua salada, el rey empeora aún más. Sus hermanos lo acusan entonces de haber querido envenenar al rey y le ofrecen al rey el agua de la vida, sosteniendo que ellos la habían encontrado. El rey se cura totalmente y manda a matar secretamente a su hijo menor por haber querido envenenarlo. Pero el cazador a quien le encomienda la tarea, se arrepiente y le cuenta todo el hijo menor, quien se refugia entonces en la profundidad del bosque. Los dos príncipes mayores pretenden también casarse con la princesa que su hermano menor había liberado. Pero la princesa los rechaza, al tiempo que recibe con alegría al hermano menor. Ambos se casan y el joven príncipe se vuelve rey de ese reino. La reina le cuenta entonces que su padre lo ha perdonado y que su gesto de guardar silencio ante la traición de sus hermanos, lo ennoblece. Los dos hermanos mayores son entonces condenados al destierro para siempre.

## En la cultura popular
- "El agua de la vida" fue representado en el capítulo 15 de la serie anime Cuentos de los Hermanos Grimm estrenada en 1988.
- El capítulo "The Inheritance" de la serie de televisión Grimm, tiene como epígrafe una frase tomada del cuento: "'No', said the king. 'I'd rather die than place you in such great danger as you must meet with in your journey'" ('No', dijo el rey. 'Prefiero morir que ponerte en el peligro tan grande que deberás enfrentar a través de tu viaje').

## La flor de lirolay
Existe una antigua versión hispanoamericana del cuento bajo el título de "La flor de lirolay", "La flor de Lililá", "La flor del olivar" o similares, en la que el poder curativo del agua es desempeñado por la flor y el personaje del enano es reemplazado por una anciana, una pordiosera, la Virgen María o la Pachamama, según la versión.
Una de las primeras versiones fue escrita por Fernán Caballero (seudónimo de Cecilia Böhl de Faber), con el título de "La flor de Lililá" e incluido en el cuarto capítulo de su novela Lágrimas: novelas de  costumbres contemporáneas, publicado en Madrid en 1853. De 1920 data la versión de la escritora costarricense Carmen Lyra (seudónimo María Isabel Carvajal Quesada), incluido con el título "La flor del olivar" en su libro Cuentos de mi tía Panchita. La versión boliviana fue recopilada por Oscar Vargas del Carpio, tomándola directamente del relato de su madre en Tupiza (Potosí), en la década de 1930, y fue publicado en 1966 en su libro Cuentos de hadas bolivianos.
En la versión argentina un cacique queda ciego y es un anciano el que les dice a sus tres hijos que solo la flor del lirolay lo curará. El mayor la busca por Jujuy pero no la encuentra, el segundo la busca por Tucumán y tampoco la encuentra, mientras que el menor la busca por Salta, donde la encuentra con ayuda de la Pachamama. Pero, envidiosos, los dos hermanos mayores matan al menor y llevan la flor a su padre, quien se cura. Simultáneamente un pastor de la zona fabricó una flauta con las cañas de la laguna, de la que cada vez que era tocada salía la misma copla:

No me toques pastorcito,
no me dejes de tocar,
mis hermanos me mataron
por la flor del lirolay.